# آرتور اندروز (بازیکن فوتبال، زاده ۱۹۰۳)
آرتور اندروز (انگلیسی: Arthur Andrews; ۱۲ ژانویهٔ ۱۹۰۳ – ۱ ژانویهٔ ۱۹۷۱) بازیکن فوتبال اهل بریتانیا بود.
از باشگاه‌هایی که در آن بازی کرده‌است می‌توان به باشگاه فوتبال بلیث اسپارتانس اشاره کرد.